# 216 км (Оренбургская область)
216 км — разъезд в Новоорском районе Оренбургской области. Входит в состав Новоорского поссовета.

## География
Разъезд находится на расстоянии примерно 9 км (по прямой) к северо-востоку от села Новоорск, административного центра района.

### Климат
Климат резко континентальный. Среднегодовая температура воздуха составляет +1,5—2,0 °C. Температура самого холодного месяца (января) около −17 °C. Наиболее низкие температуры отмечаются преимущественно в декабре и январе. Самым тёплым месяцем в году является июль (+21 °C). Годовое количество осадков составляет от 300 до 350 мм год. Средняя дата установления снежного покрова 20-28 ноября, а средние сроки схода приходятся на первую половину апреля. Продолжительность безморозного периода 130—145 дней, продолжительность залегания снежного покрова 130—145 дней.

### Часовой пояс
Разъезд 216 км, как и вся Оренбургская область, находится в часовой зоне МСК+2. Смещение применяемого времени относительно UTC составляет +5:00.

## История
Основан предположительно в конце 1920-х годов, когда начали прокладывать железнодорожную ветку «Орск — Троицк». Ныне утратил своё функциональное значение, жилая зона разъезда разрушена.

## Население
| 2010 |
| ---- |
| 36   |

### Национальный состав
Согласно результатам переписи 2002 года, в национальной структуре населения казахи составляли 85 % из 84 чел.